# Brachypelma albiceps
Brachypelma albiceps är en art av spindlar som beskrevs av Reginald Innes Pocock 1903. Den ingår i släktet Brachypelma och familjen fågelspindlar. Inga underarter finns listade. Artens ryggsköld är ljust guldig till orange i färgen och bakdelen är mörk med längre, röda hårstrån som kan sparkas av vid situationer som upplevs hotfulla. Honor lever i cirka 20 år, medan hanar lever omkring 5 år, ofta i 12 månader efter sitt sista öms.

## Beskrivning
Honor av arten Brachypelma albiceps har en kroppslängd på ungefär 65 mm, exklusive de fyra benparen. Den diagonala längden (mätt från högersidans framben till vänstersidans bakben) når ofta 15 till 16 centimeter, vilket gör den till en normalstor spindel inom Theraposidae. Ryggskölden är täckt av små, korta hår, och färgen varierar ofta beroende på ljusexponering: vanligtvis uppfattas den som sandigt gråfärgad till gul, guld eller orange. På vissa specimen är pedipalperna, tillsammans med de två första benparen, ljusare i färgen än de två bakre benparen. Bakkroppen är mörk med röda brännhår som kan sparkas av vid fara. Dessa används som försvar då arten har ett svagare gift än vissa andra spindlar i familjen, verksamma genom att irritera luftvägar, slemhinnor och ögon som små glasfibrer. Hanen har modifierade pedipalper som håller sädesvätskan, vilket gör att dess pedipalper är rundare till utseendet än honans.
Artens ungar är ofta bruna i färgen med en mörkare rund fläck på bakdelen. Innan ömsning blir hela spindelungen djupt brun och slö, för att efter några dagar ta sig ur sitt urväxta exoskelett. Ömsningen är en komplicerad och riskabel process för spindlar och det är inte alltid de klarar proceduren om förutsättningarna är felaktiga.

## Taxonomi
Brachypelma albiceps har en komplicerad taxonomisk historia, och har ett flertal gånger förväxlats med andra arter eller delat benämning med specimens av annan art. Två honor av Brachypelma albiceps antogs länge vara av arten Eurypelma pallidum (nu Aphonopelma pallidum), baserat på fynd av F.O. Pickard-Cambridge och hans beskrivningar. Detta taxonomiska snedsteg baserades på fyndet av två hanar av den sistnämnda arten, funna i Chihuahua, Mexiko. De två honorna som insamlats påträffades i Guerrero, men antogs ändå tillhöra samma art som de två hanarna. Arten fick sitt rätta namn år 1903, av R.I. Pocock, som baserade sin artbeskrivning på de två honorna, trots Pickard-Cambridges antagande att de var av samma art som de påträffade hanarna.  Efter detta har Pickard-Cambridges artbestämning ändå levt vidare, bland annat genom Alexander Petrunkevitch, 1939, och Carl Roewer, 1942, som använde albiceps som synonymt med pallidum. Detta användande skedde utan analys av de originalspecimen som Pickard-Cambridge baserat sin artbestämning på, och bestreds av Adam Smith år 1995. Smith undersökte samma specimen som Pickard-Cambridge och Pocock analyserat, och kom fram till att Pococks indelning av honorna som separat art var korrekt. Dock ansåg han att arten istället tillhörde släktet Aphonopelma, vilket ytterligare trasslat till den taxonomiska historien.
År 2004 blev Brachypelma albiceps återigen förflyttad, denna gång till släktet Brachypelmides av Günter Schmidt, som 1997 även beskrev en ny art, kallad Brachypelmides ruhnaui. 2005 bestämde sig dock Arturo Locht et al. för att flytta Aphonopelma albiceps till släktet Brachypelma, och samtidigt synonymisera Schmidts Brachypelmides ruhnaui med Brachypelma albiceps.

## Utbredning och habitat
Arten förekommer i ett cirka 26 533 km² stort område i centrala Mexikos högländer, särskilt i delstaten Morelos och de norra och östra delarna av delstaten Guerrero, men även i västra Puebla och delstaten Mexiko. Den är endemisk till området och återfinns därmed ingen annanstans i vilt tillstånd. I det vilda bygger de ofta grottor eller hålor långt ned i marken, gärna under stenar eller rötter. De kan även överta gamla bon byggda av gnagare eller andra djur, så länge det ger den säkerhet och trygghet som behövs. De är nästintill alltid aktiva under skymning och nattetid, men kan även skymtas under andra tider på dygnet.

## Bevarande
Alla arter i släktet Brachypelma blev 1994 placerade på CITES Appendix II, vilket begränsar handel och transport av arterna. Detta har dock inte helt stoppat den smuggling av arter inom släktet som förekommer, där vilda specimen blir infångade för att sedan exporteras internationellt.